# Distrito electoral local 24 de la Ciudad de México
El XXIV Distrito Electoral Local de Ciudad de México es uno de los 33 distritos electorales locales en los que se encuentra dividido el territorio de Ciudad de México. Su cabecera es la alcaldía Iztapalapa.

## Ubicación
Abarca el extremo noroeste de la alcaldía. Limita al norte con el distrito XV de Iztacalco, al este con el distrito XXVI de Benito Juárez, al sur con el distrito XXX de Coyoacán y XXVIII de Iztapalapa y al este con el distrito XXI de Iztapalapa.

## Congreso de la Ciudad de México (desde 2018)
| Diputado                  | Grupo parlamentario | Legislatura | Periodo     |
| ------------------------- | ------------------- | ----------- | ----------- |
| Efraín Morales Sánchez    |                     | II          | 2018 - 2021 |
| Gabriela Quiroga Anguiano |                     | I           | 2021 - 2024 |
| Rebeca Peralta León       |                     | III         | 2024 -      |

## Resultados electorales

### 2021
|  | 42.9986 % |

|  | 37.2558 % |

|  | 3.3809 % |

|  | 0.8175 % |

|  | 1.4428 % |

|  | 0.5698 % |

|  | 6.5755 % |

|  | 1.2857 % |

|  | 0.1406 % |

|  | 2.7789 % |

|  | 100.00 % |